# Noix de ginkgo

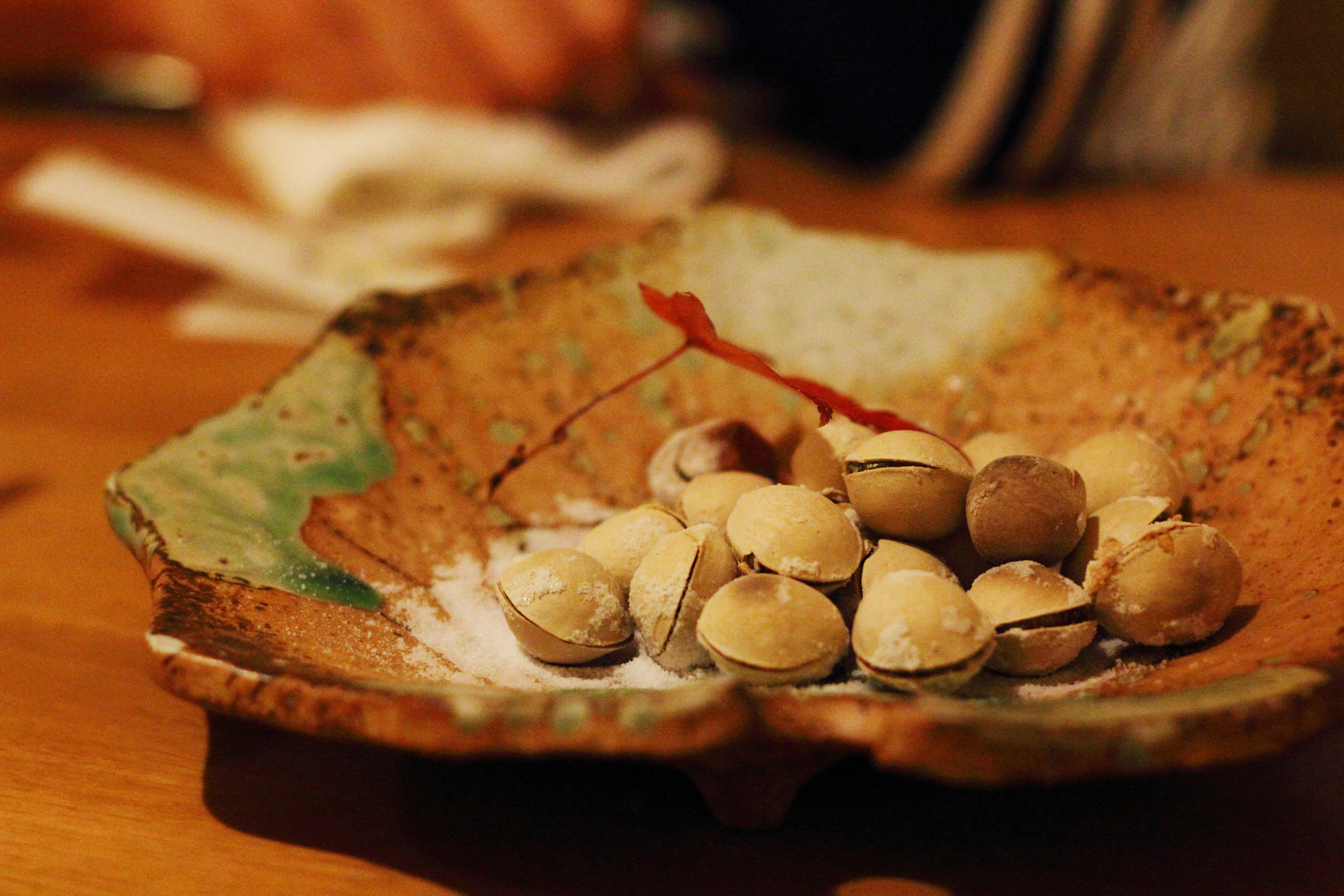
Noix de ginkgo

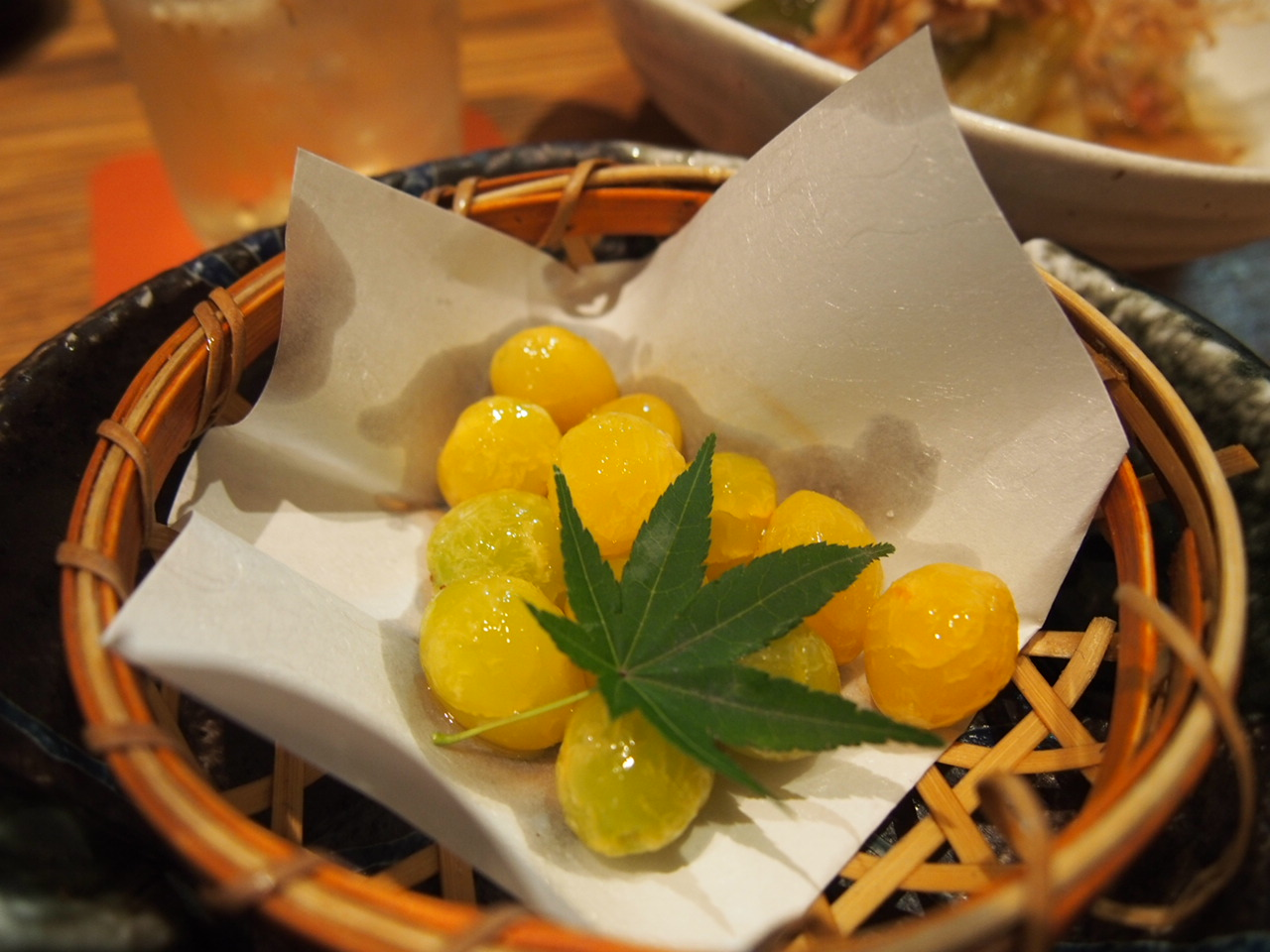
Noix de ginkgo dans leur pulpe

La noix de ginkgo est une partie de l'ovule du Gingko biloba. Elle a l'aspect d'une pistache. Elle contient une amande vert-jaune de la taille d'une olive, adhérant à la coque par sa partie inférieure. Elle est recouverte d'une coquille très dure de couleur crème, elle-même recouverte d'une enveloppe pulpeuse, de couleur jaune orangé, qui doit être retirée avant la mise sur le marché à cause de son odeur rance et son jus qui peut causer des démangeaisons.
Dans les pays asiatiques, on consomme uniquement l'amande, qui possède une douce saveur résineuse, grillée en tant que friandise ; son goût se rapproche de celui du maïs. Cuite, elle entre dans la préparation de plats divers. Consommée au cours d'un repas, elle faciliterait la digestion. Engelbert Kaempfer, dans sa description du ginkgo, en 1712, mentionnait l'usage culinaire de l'amande verte et sa propriété à faciliter la digestion. Peu commercialisée, elle est pratiquement inconnue en Occident.
Au Japon, l'amande est employée pour lutter contre les effets d'un abus d'alcool. On la propose en accompagnement des boissons alcoolisées, tel le saké.
C'est une excellente source de potassium, de niacine, et de thiamine.

## Toxicité
Dans la pulpe, les acides ginkgoliques (e.g. acides pentadécényl-, heptapentadécényl-, hepta-décadiényl-salicyliques) peuvent provoquer des érythèmes. La «noix» contient de la 4'-O-méthylpyridoxine, qui mène à l'inhibition de la formation de l'acide γ-aminobutyrique (GABA). La diminution de la concentration de ce composé et l'augmentation de celle de son précurseur induisent des convulsions. Vomissements et diarrhées peuvent aussi se rencontrer. La 4'-O-méthylpyridoxine est presque totalement détruite par la cuisson.[réf. nécessaire]
Au Japon, lors d'un contexte de carence alimentaire, des cas d'empoisonnement ont été observés se manifestant par des crises convulsives parfois fatales.